# Steg (Saiteninstrument)

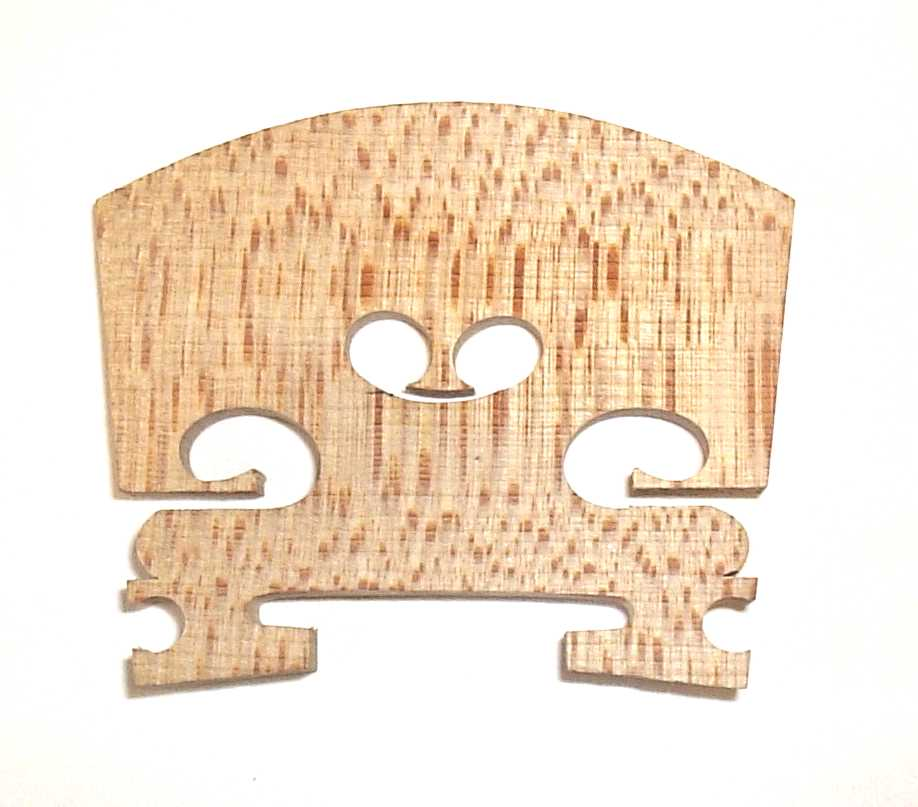
Roher Steg einer Violine

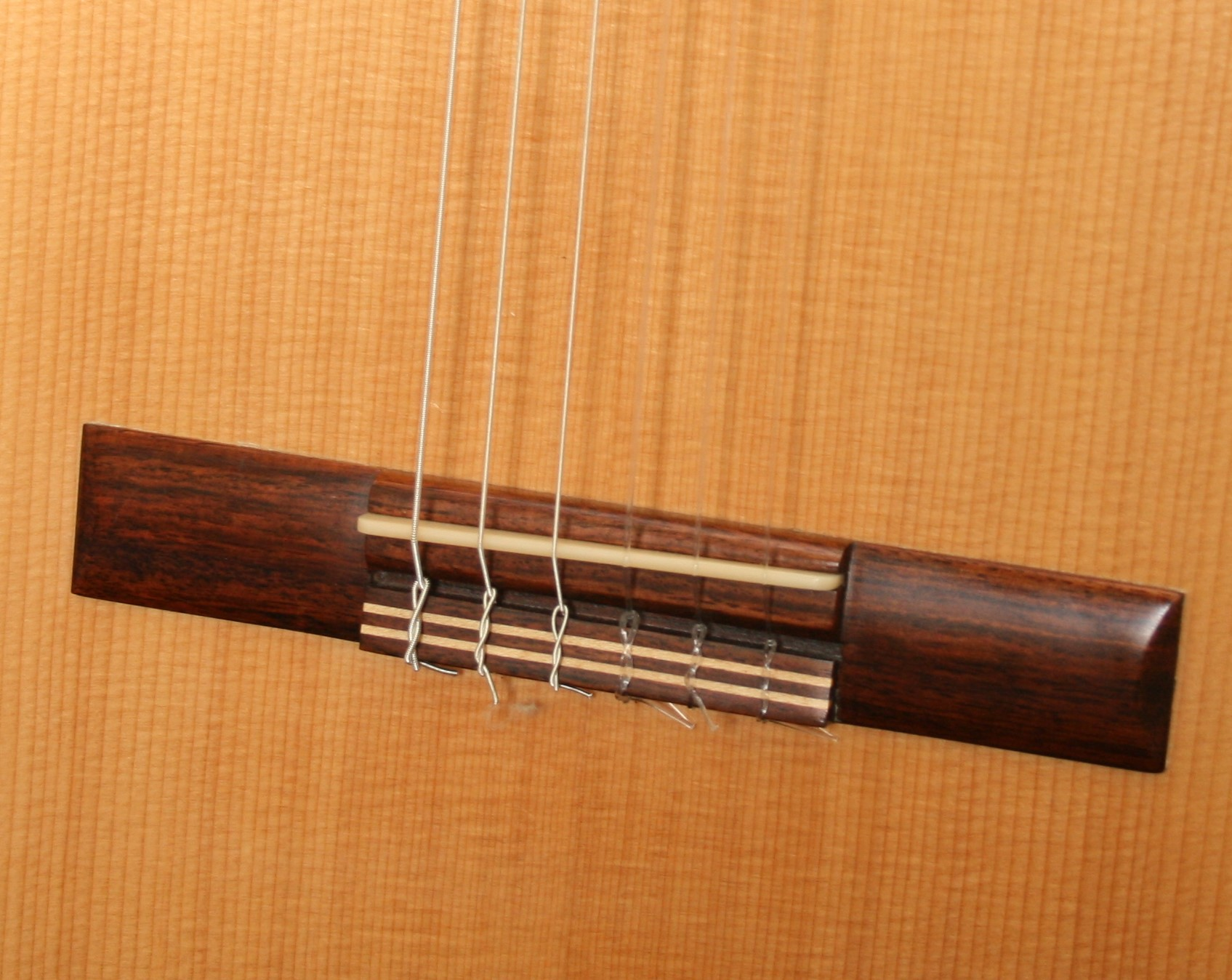
Steg einer Konzertgitarre mit Stegeinlage aus ungebleichtem Knochen

Der Steg ist jener Teil eines Saiteninstruments, der die Energie der Schwingungen der gespannten Saiten auf den Korpus überträgt. Je nach Instrument gibt es verschiedene Bauformen und Bezeichnungsweisen. Der Steg begrenzt die frei schwingende Saitenlänge (Mensur) am einen, der Sattel am anderen Ende.
Bei Lauten und den meisten Gitarren (Ausnahmen sind z. B. Streichgitarre, Archtop-Gitarre und Resonatorgitarre) hat der Steg eine doppelte Funktion: er dient nicht nur als Mensurbegrenzer, sondern auch zur Befestigung der Saiten. Hier sind also Steg und Saitenhalter in einem Bauteil vereinigt. Vor allem bei E-Gitarren wird im deutschen Sprachraum für den Steg häufig die englische Bezeichnung Bridge verwendet oder dieses Wort eingedeutscht als Brücke (vgl. auch spanisch puente für den Steg, etwa bei der Flamencogitarre).

## Position
Der Steg befindet sich auf der wesentlich die Schwingungen übertragenden Decke. Je nach Position des Steges und Form der Decke und des Klangkörpers entsteht ein anderer Klang. Die Decke gehört häufig zu einem hölzernen Resonanzkasten wie beispielsweise bei der Gitarre, der Violine oder der Gambe. Bei manchen Saiteninstrumenten, etwa beim Banjo, steht der Steg auf einer gespannten Membran, die als Decke fungiert und ebenfalls durch die Saiten zum Schwingen angeregt wird.
Die korrekte Position des Steges ist besonders wichtig für die Intonation eines Instrumentes, das mit Bünden versehen ist, siehe Oktavreinheit.

## Streichinstrumente

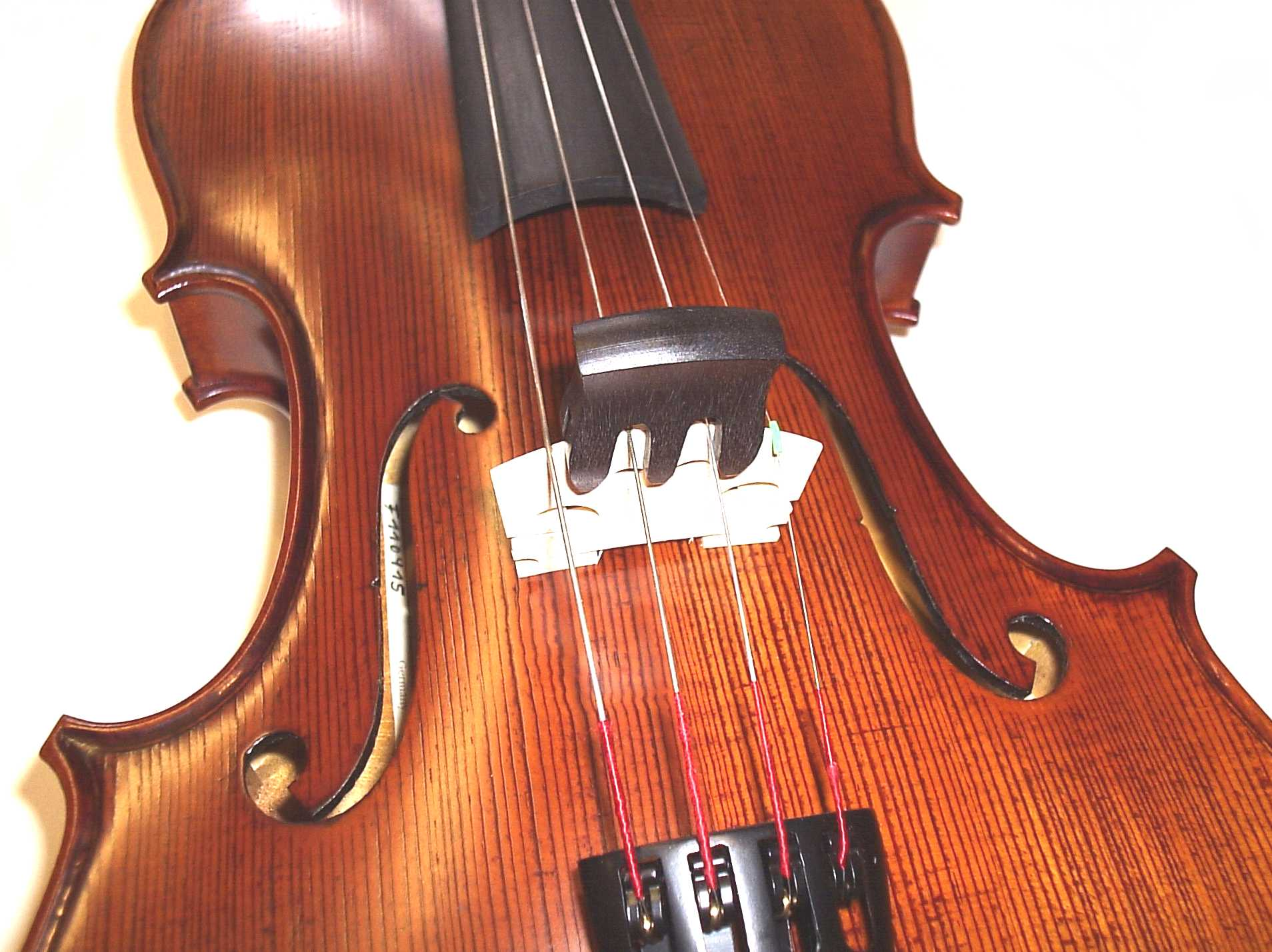
Violine mit Dämpfer

Bei Streichinstrumenten wie beispielsweise der Violine wird der Steg, in der Regel gefertigt aus Ahornholz, auf die Decke gestellt und allein die Druckkräfte der Saiten halten ihn in Position. Er steht zwischen den F-Löchern fast direkt oberhalb des Stimmstocks und Bassbalkens.
Er überträgt auf Grund seiner Form nicht nur den Druck auf die Decke, den die Saiten durch Schwingen verursachen, sondern auch die Längen- und Lageveränderungen der Saiten. So stelle man sich eine Auslenkung innerhalb der Saitenebene vor: Durch die Auslenkung der Saite erhöht sich die Zugkraft und lässt den Steg etwas in Richtung Griffbrett kippen. Zusätzlich dazu verlagert sich mehr Kraft, entweder auf den Bass- oder den Diskantfuß des Steges, je nachdem wohin die Saite gerade ausgelenkt wird: Der Steg tänzelt von Fuß zu Fuß in der Frequenz der Saitengrundschwingung. Diese Einzelheiten bestimmen ebenfalls den ausgewogenen Klang der Violine.
Diese Form des Steges findet man bei Instrumenten der Violinen-Familie (Violine, Bratsche, Violoncello), der Gamben-Familie und dem Kontrabass. Bauartverwandte Stege sind zu finden bei der Crwth, dem Banjo oder der Mandoline.

## Akustische Gitarre

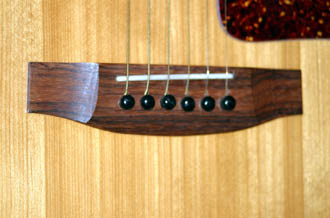
Steg einer Westerngitarre

Bei Western- oder Konzertgitarren ist der Steg auf die Decke geleimt, bei günstigen Massenproduktionen oft sogar festgeschraubt, wobei die (zwei) Schrauben oft  unter Perlmuttaugen verborgen sind. Er besteht bei fast allen akustischen Gitarren aus demselben Schema und beinhaltet drei wichtige Bauteile:
1. den eigentlichen Steg, der fest mit der Decke verbunden ist
2. die Saitenhalterung; hier werden die Saiten am sogenannten Knüpfsteg angeknüpft (Konzertgitarre) oder in den Knöpfchensteg eingeführt und mit Stiften gesichert (Westerngitarre)
3. die Stegeinlage (Stegstäbchen); sie wird in eine Kerbe eingesetzt und nur durch den Druck der Saiten in dieser Kerbe gehalten. Stegeinlagen bestehen meist aus Elfenbein, Knochen oder bei einfachen Instrumenten aus Kunststoff. Ihre Höhe bestimmt die Saitenlage, häufig ist die Stegeinlage auf der Diskantseite niedriger als auf der Bassseite. Ihre Neigung im Verhältnis zum Sattel trägt zur Bundreinheit bei.

Auch hier werden mehr Kräfte übertragen als nur der reine Druck der schwingenden Saite, sie treten aber auf Grund der fehlenden Hebelwirkung und Auslegung der Gesamtkonstruktion auf diese Wirkungsweise nicht hervor.
Bei einer Resonatorgitarre befindet sich der Steg in der Mitte auf einer Metallmembran. Der Saitenhalter befindet sich ähnlich wie bei der Violine am unteren Rand des Unterbugs.
Archtops haben meist einen beweglichen Steg (floating bridge), der durch die Saitenspannung fixiert wird. Einen verschiebbaren zweiteiligen Knüpfsteg zur Berichtigung von Mensurmängeln hatte bereits der um 1920 gestorbene Dresdner Musiker und Gitarrenlehrer Anton Schneider erfunden.

## Elektrische Gitarren
Ist bei akustischen Instrumenten neben dem Sattel oft nur der Steg der übertragende und mensurbegrenzende Teil, so ist es bei der elektrischen Gitarre ein Zusammenspiel aus vielen kleineren, meist aus Stahl gefertigten Bauteilen. Durch die Tonabnahme durch Induktions-Tonabnehmer ist die schwingungsübertragende Funktion des Steges nicht von primärer Bedeutung, da die Saitenschwingung direkt in eine elektrische Spannung umgewandelt wird. Das Zusammenspiel aus Korpusschwingung in Verbindung mit der Schwingung, die vom Sattel aufgenommen wird, bestimmt hier das Sustain und die Grundklangfarbe der E-Gitarre. Der Steg dient hierbei also primär als Mensurbegrenzung und nur sekundär als Überträger der Schwingungen an den Korpus.

### Vibrato-Systeme

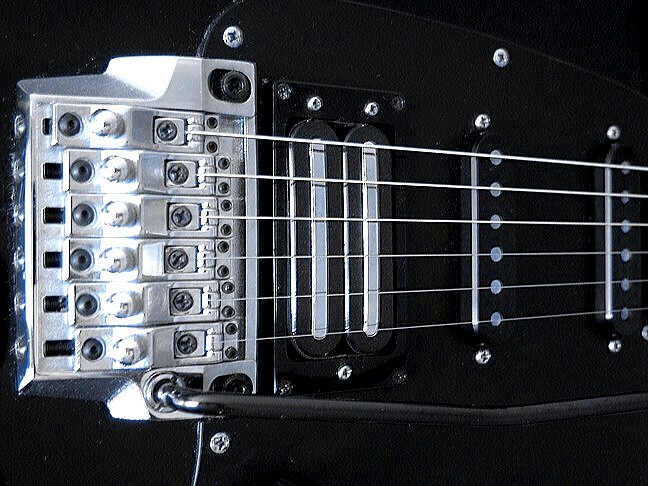
Vibrato-System auf einer Ibanez-Gitarre

Das weit verbreitete Floyd Rose Vibrato-System besteht aus einer Grundplatte aus Metall, auf der Saitenreiter angebracht sind. Jeder Saitenreiter für sich fungiert als einzelner Steg für jede Saite. Die Schwingungen werden an den Kontaktpunkten gedämpft. Schließlich ruht die Metallplatte im Gleichgewicht, nur mit dem Korpus durch zwei bis vier Federn und zwei Klingenspitzen verbunden. Durch die wenigen Kontaktpunkte, dem selbst relativ großen Resonanzvermögen des gesamten Systems und der Aufnahmefähigkeit der Federn geht hier viel Energie der Saitenschwingung verloren. Durch die Tonabnahme direkt an der schwingenden Saite mit Hilfe von elektromagnetischen Tonabnehmern spielt dies jedoch keine Rolle und hat auch keine weitreichenden Auswirkungen auf den Klang, denn selbst bei den akustischen Instrumenten geht die Energie als Schall in die Luft über.
Das Vibrato-System ZR (Zero Resistance) Tremolo von Ibanez ist anders als das Floyd-Rose System. Das Chassis, auf dem sich Saitenreiter und Feinstimmer befinden, ist hier nicht nur mit zwei Klingenspitzen mit dem Korpus verbunden, sondern mit einer kugelgelagerten Achse. Durch diesen größeren Kontaktpunkt in Verbindung mit dem eigenen Resonanzvermögen der Grundplatte kann hier insgesamt mehr Energie an den Korpus abgegeben werden.
Durch die spezielle Konstruktion dieser Steg-Variante ergeben sich neue Spielmöglichkeiten der Tonhöhenänderung (Vibrato). Hörbeispiele und Verweise auf bekannte Instrumentalisten, welche dieses Bauteil benutzen, finden sich im Hauptartikel zum Tremolo-System.

### Fester Steg
Als fester Steg, auch feste Brücke (englisch fixed bridge, dort werden alle nicht beweglichen Stege so bezeichnet), wird bei E-Gitarren ein Steg bezeichnet, der fest mit dem Korpus verbunden ist und in keiner Weise bewegt werden kann. Beispiele hier sind die Telecaster von Fender oder die Les Paul von Gibson.

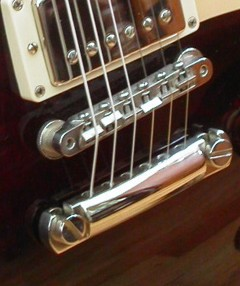
Les Paul mit Tune-O-Matic Bridge und Stop-Tailpiece

Bei der Telecaster oder bei manchen Stratocaster-Modellen und deren Anlehnungen oder Kopien finden sich die Saitenreiter als einzelne Bauteile, welche in der Regel mit einer Halteschraube, der sogenannten Oktavschraube, an der Grundplatte, welcher auf dem Korpus befestigt ist, montiert sind. Pro Saite findet sich ein Saitenreiter oder es laufen, vor allem bei Telecaster-Modellen, zwei Saiten über einen Reiter. Die Grundplatte dieser Konstruktion ist mit zwei oder sechs Schrauben mit dem Korpus befestigt. Diese Variante ist sehr beliebt bei Kopien aus Fernost.

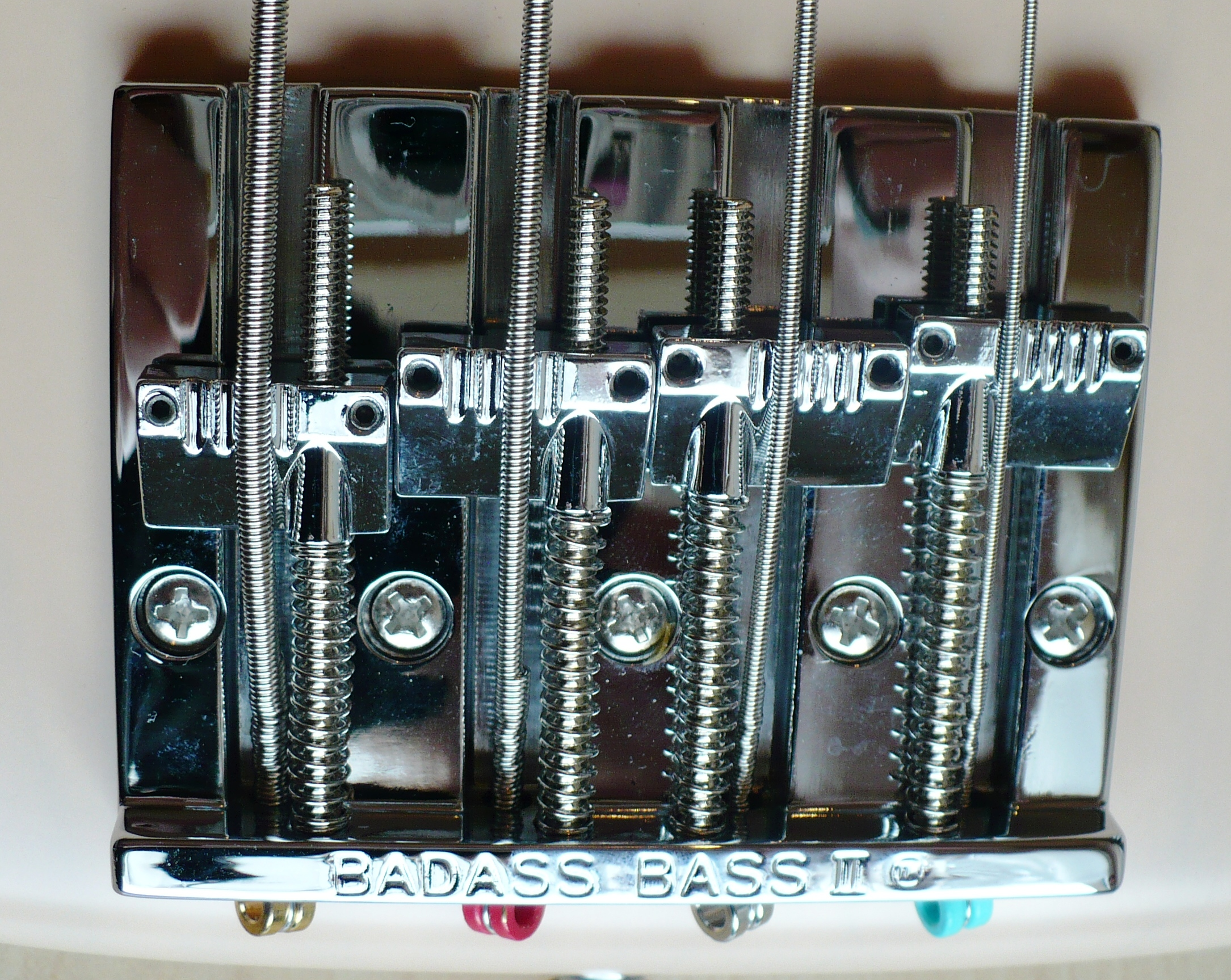
Badass Bass II Brücke eines 2010er Fender Precision Bass

Die Les Paul Gitarren und viele andere Modelle, wie beispielsweise des Herstellers ESP und auch alle Anlehnungen und Kopien, besitzen eine andere Form des festen Stegs. Die umfangreich einstellbare Tune-O-Matic Bridge von Gibson ist mit zwei Schrauben mit dem Korpus verbunden, auf denen sie (als floating bridge) lose aufliegt und nur durch den Saitendruck auf Position gehalten wird. Mit den Schrauben kann auch die Höhe in Bezug auf die Korpusoberfläche eingestellt werden, um die Saitenlage zu konfigurieren. Während die Saiten am oberen Ende mit den Mechaniken festgehalten werden, werden sie kurz hinter dem Steg mit dem Saitenhalter festgehalten, welcher ebenfalls nur allein durch den Saitenzug in seinen Verankerungsschrauben gehalten wird. Dieser Saitenhalter wird in der Regel Stop-Tailpiece beziehungsweise Stopbar genannt, da er sich nicht an der hinteren Zarge befindet, sondern schon zuvor den Saitenverlauf „stoppt“.

## Andere Instrumente
Prinzipiell finden sich bei den meisten Saiteninstrumenten Stege. Zu den Ausnahmen gehören die steglosen Harfen, Musikbögen und afrikanischen Trogzithern. Das Gegenstück zum Steg ist der Sattel, weshalb die meisten Instrumente einen Steg und einen Sattel besitzen, wobei nur vom Steg die Schwingungen an den Resonanzkörper übertragen werden. Kastenzithern, wie zum Beispiel das Hackbrett oder der Santur besitzen zwei Stege, welche gleichermaßen die Saitenschwingung auf die Decke übertragen.
Eine Besonderheit sind aufgestellte Kerbstege, bei denen die Saiten nicht parallel zur Decke, sondern ähnlich wie bei einer Harfe senkrecht über den Rahmen oder Resonanzkörper geführt werden. Bei den aus den Binnenspießlauten entwickelten westafrikanischen Stegharfen kora, ngoni, bolon und seperewa steht der Steg hochkant auf der Hautdecke des Resonators. Die Saiten verlaufen durch Kerben oder Lochreihen auf beiden Seiten des Stegs, sodass sich zwei parallele Saitenebenen senkrecht zur Decke mit bis zu 21 Saiten (bei der kora) ergeben. Bei der in Kamerun und Gabun gespielten Kerbstegzither mvet ist in der Mitte eines geraden Stabes ein Steg aufgerichtet, an dem in seitlichen Kerben vier bis sechs Saiten eingehängt sind.